# Островское (Первомайский район)
Остро́вское (до 1948 года Кия́т; укр. Островське, крымскотат. Qıyat, Къыят) — село в Первомайском районе Республики Крым, центр Островского сельского поселения (согласно административно-территориальному делению Украины — Островского сельского совета Автономной Республики Крым).

## Население
| 2001 | 2014  |
| ---- | ----- |
| 1633 | ↘1123 |

Всеукраинская перепись 2001 года показала следующее распределение по носителям языка
| Язык             | Процент |
| ---------------- | ------- |
| русский          | 52.48   |
| украинский       | 24.92   |
| крымскотатарский | 19.23   |
| белорусский      | 2.76    |
| другие           | 0.3     |

### Динамика численности
| - 1915 год — 30/21 чел. - 1926 год — 273 чел. - 1939 год — 174 чел. - 1974 год — 1482 чел. | - 1989 год — 1556 чел. - 2001 год — 1633 чел. - 2009 год — 1349 чел. - 2014 год — 1123 чел. |

## Современное состояние
На 2016 год в Островском числится 18 улиц и 2 переулка; на 2009 год, по данным сельсовета, село занимало площадь 180,4 гектара, на которой в 450 дворах проживало более 1,3 тысяч человек. В селе действуют средняя общеобразовательная школа, детский сад «Ивушка», Дом культуры, сельская библиотека-филиал № 16, отделение почты, амбулатория общей практики — семейной медицины,, православный храм прп. Евтропии Херсонской. Островское связано автобусным сообщением с райцентром, городами Крыма и соседними населёнными пунктами.

## География
Островское — большое село на северо-востоке района, у границ с Красноперекопским и Джанкойским районами, в степном Крыму, в верховье реки Чатырлык, высота центра села над уровнем моря — 17 м. Ближайшие населённые пункты — Мельничное в 2,5 км на северо-запад и Снегирёвка в 2,5 км на север. Расстояние до райцентра 23 километра (по шоссе), ближайшая железнодорожная станция — Воинка (на линии Джанкой — Армянск) — примерно 18 километров. Транспортное сообщение осуществляется по региональным автодорогам 35Н-407 от шоссе 35Н-300 Орловское — Красногвардейское, либо 35Н-406 от дороги на Абрикосово (по украинской классификации — С-0-11024 и С-0-11021).

## История
Впервые в доступных источниках будущее село, как экономия И.Фр. Струкова Когенлы-Кият-Отрадное встречается в Статистическом справочнике Таврической губернии 1915 года, согласно которому в экономии И.Фр. Струкова Когенлы-Кият-Отрадное Джурчинской волости Перекопского уезда числился 1 двор с русским населением в количестве 30 человек приписных жителей и 21 «посторонних», из которых 35 мужчин и 16 женщин. В экономии числилось 807 десятин удобной земли. В хозяйстве имелось 40 лошадей, 10 волов, 15 коров и 150 голов овец, свиней, или коз.
После установления в Крыму Советской власти и учреждения 18 октября 1921 года Крымской АССР, в составе Джанкойского уезда был образован Курманский район, в состав которого включили село. В 1922 году уезды получили название округов. На карте Крымское Статистическое Управления 1922 года селение обозначено, как Отрадное-Когенлы. 11 октября 1923 года, согласно постановлению ВЦИК, в административное деление Крымской АССР были внесены изменения, в результате которых был ликвидирован Курманский район и село включили в состав Джанкойского. Согласно Списку населённых пунктов Крымской АССР по Всесоюзной переписи 17 декабря 1926 года, в селе Когенлы-Кият, Джурчинского сельсовета Джанкойского района, числилось 42 двора, все крестьянские, население составляло 189 человек, из них 166 татар, 17 русских, 4 украинца, 2 записаны в графе «прочие». При селе, до 1926 года, была создана еврейская земледельческая артель Ециро или Эциро (Отрадное), в которой, по переписи 1926 года было 28 дворов, все крестьянские, население составляло 107 человек, из них 102 еврея, 4 русских и 1 украинец. Позже артель влилась в село.
Постановлением ВЦИК РСФСР от 30 октября 1930 года был создан Фрайдорфский еврейский национальный район (переименованный указом Президиума Верховного Совета РСФСР № 621/6 от 14 декабря 1944 года в Новосёловский) еврейского национального района село включили в его состав, а после разукрупнения в 1935-м и образования также еврейского национального Лариндорфского (с 1944 — Первомайский) — переподчинили новому району. По данным всесоюзной переписи населения 1939 года в селе проживало 174 человек. Название Кияк, или Струкова, встречается на километровой карте Генштаба 1941 года. Оно же фигурирует и в указе Президиума Верховного Совета РСФСР от 18 мая 1948 года, которым Кият (Струкова) переименовали в Островское.
В годы Великой Отечественной войны на фронтах сражались 96 жителей села, 24 из них погибли, 41 человек награждены орденами и медалями. В их честь в центре села установлен памятный знак, к которому захоронили ростанки неизвестного солдата.
С 25 июня 1946 года, ещё Кият (Струкова), в составе Крымской области РСФСР, а 26 апреля 1954 года Крымская область была передана из состава РСФСР в состав УССР. Время создания сельсовета пока не установлено: на 15 июня 1960 года он уже существовал. Указом Президиума Верховного Совета УССР «Об укрупнении сельских районов Крымской области», от 30 декабря 1962 года был упразднён Первомайский район и село присоединили к Красноперекопскому. 8 декабря 1966 года был восстановлен Первомайский район и село вернули в его состав. По данным переписи 1989 года в селе проживало 1556 человек. С 12 февраля 1991 года село в восстановленной Крымской АССР, 26 февраля 1992 года переименованной в Автономную Республику Крым. С 21 марта 2014 года в составе Крыма аннексировано Россией.
12 мая 2016 года парламент Украины, не признающий российскую аннексию, принял постановление о переименовании села в Кият (укр. Кият), в соответствии с законами о декоммунизации, однако данное решение не вступает в силу до «возвращения Крыма под общую юрисдикцию Украины».